# Châu thổ nội địa sông Niger
Châu thổ nội địa sông Niger, còn gọi là Macina hay Masina, là châu thổ nội địa của sông Niger. Đây là một vùng đất ngập nước, hồ và bãi bồi trong khu vực Sahel bán khô cằn miền trung Mali, ngay phía nam hoang mạc Sahara.

## Vị trí và mô tả
Đồng bằng châu thổ này nằm quanh đoạn trung lưu sông Niger, chỗ hợp lưu giữa sông Niger và sông Bani, một phụ lưu. Các thị trấn cảng sông Mopti, Sévaré và Djenné, cùng Đại Thánh đường Hồi giáo Djenné nổi tiếng nằm tại đây, trong một vùng rộng 400 km. Sông Niger là sông dài nhất Tây Phi.
Người Fula và người Dogon sống tại Macina và khu vực xung quanh, với dân số trên 500.000. Hầu như quanh năm khí hậu nóng và khô, có khí gió từ Sahara đẩy nhiệt độ đến 40 °C. Vào mùa khô (từ tháng 7 đến 9), lũ tràn về và bồi đắp cho đất đai. Khi mùa khô đến, Macina trở thành một mạng lưới ao, hồ, kênh. Bò, kê ngọc, và lúa gạo là những sản phẩm nông nghiệp quan trọng.
Do nằm trong vùng Sahel đang lan rộng, nơi đây mỗi năm lại nhận ít mưa hơn.

## Hệ sinh thái

### Thực vật

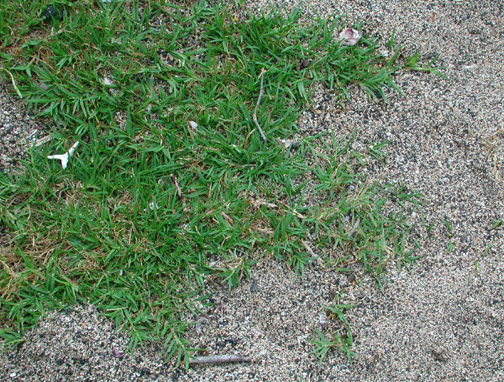
Cynodon dactylon, một loài cỏ điển hình cho rìa ngoài châu thổ.

Cây cỏ trong vùng mọc tùy theo điều kiện nước, loại đất. Nói chung, có ba mạn thực vật:
Nam châu thổ: Những bãi bồi trũng nuôi sống các loài cây thủy sinh và cỏ như Acroceras amplectens, Echinochloa pyramidalis, Echinochloa stagnina và Eragrostis atrovirens.
Rìa ngoài: Andropogon gayanus, Cynodon dactylon, và Hyparrhenia dissoluta.
Bắc châu thổ: nổi bật với những gò cát. Ở đây có Hyphaene thebaica, Borassus aethiopum, Acacia nilotica, Guarea senegalensis, Mimosa asperata và Ziziphus mauritiana.

### Động vật
Vùng châu thổ này là nơi cư ngụ cho đông đảo các loài chim, gồm hàng trăm ngàn con mòng két mày trắng, vịt mốc, chim khoang cổ trú đông và những đám cốc, diệc, cò thìa, có quăm. Đa phần động vật lớn đã bị con người đuổi đi. Ở đây vẫn còn lợn biển Tây Phi sống ở sông và ăn thực vật dưới nước.

## Liên kết
- "Inner Niger Delta flooded savanna". Khu vực sinh thái lục địa. Quỹ Quốc tế Bảo vệ Thiên nhiên.